# Xohana Torres Fernández
Xohana Torres Fernández (Santiago de Compostel·la, 22 de novembre de 1931 - Vigo, 12 de setembre de 2017) va ser una poeta, narradora i dramaturga gallega.
Com a poeta (Do sulco, 1957; Estación ao mar, 1980; Tempo de Ría, 1992; Elexía a Lola, 2016) és una veu central de la poesia gallega de la segona meitat del segle XX i està integrada en la denominada xeración das Festas Minervais; com a autora dramàtica (A outra banda do Iberr, 1965; Un hotel de primeira sobre o rio, 1969), en el grupo de Enlace i, com a narradora, els crítics discuteixen si la seva novel·la Adiós, María (1970) forma part o no de la nova narrativa.Mostres de la seva literatura infantil són Polo mar van as sardiñas (1968) i Pericles ea balea (1984).
L'any 1980 va rebre el Premi de la Crítica de poesia gallega per Estación ao mar (1979).
L'any 2001 va ingressar a la Real Academia Galega com a acadèmica de número.
El 2004 va publicar la seva Poesía reunida (1957-2001).

## Premi Xohana Torres
L'any 1993 la Regidoria de la Dona de l'Ajuntament de Santiago de Compostel·la va instituir un premi amb el seu nom amb l'objectiu de contribuir al coneixement sobre les dones que hagin destacat en algun camp. Més endavant el premi es va obrir a l'assaig i a la creació audiovisual.